# B’nai B’rith

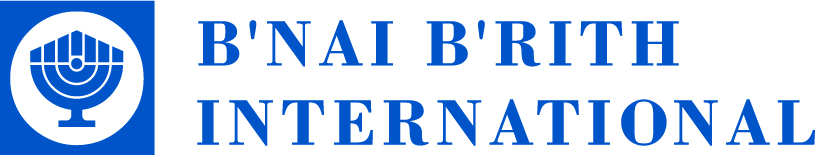
A szervezet logója

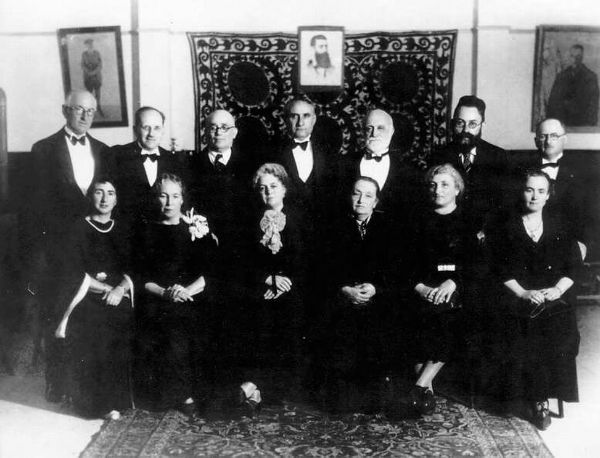
A B’nai B’rith vezetősége, Jeruzsálem, 1925

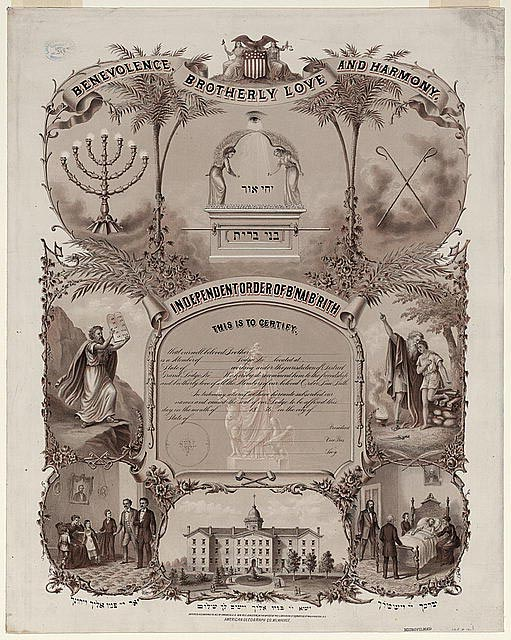
B’nai B’rith tagságot igazoló papír 1876-ból

B’nai B’rith (héberül: בני ברית, ejtsd: bné brit, jelentése: a Szövetség fiai) a világ legrégebben működő, nem vallási zsidó civilszervezete. Az elnevezésben a „Szövetség” szó Istennek Ábrahámmal kötött szövetségére utal (ószövetség) A B’nai B’rith egyetlen zsidó szervezetként állandó képviselővel rendelkezik az ENSZ-ben. 1843. október 13-án alakult New Yorkban.

## Szervezete
- Központja, a B’nai B’rith International, Washingtonban működik, alá tartoznak az egyes regionális szervezetek, így a B’nai B’rith Europe is, amelynek központja Brüsszelben található. Ma több százezer tagja van, nagyobb részt az Egyesült Államokban.

- Indulásakor a szervezet felépítését és bizonyos rítusait a szabadkőművesség mintájára alakították ki, bár formálisan soha nem kapcsolódott ehhez a mozgalomhoz. Ezen hasonlóságoknak a jelentősége egyre kisebbé vált.

- Tagjai csak zsidók lehetnek.

## Története
- 1843-ban alapították New Yorkban.

- Mint ENSZ-képviselettel rendelkező szervezetnek, jelentős szerepe volt abban, hogy a Szovjetunió közreműködésével 1975-ben meghozott „cionizmus = rasszizmus” határozatot 1991-ben az ENSZ közgyűlés visszavonja.

### Magyarországon
Magyarországon a 19. század végétől az első világháború végéig működött. Mind a két világháború között, mind a kommunista időkben be volt tiltva. 1990 februárjában alakult újjá.

## Főbb tevékenységi körei
- jótékonyság
- a rasszizmus és ezen belül az antiszemitizmus elleni fellépés
- a zsidó kultúra ápolása, a zsidó identitás erősítése
- Izrael állam támogatása, lobbizás